# Ирий
И́рий (и́рей, ви́рий, вы́рий, вы́рей; др.-рус. ирье; укр. вирій; бел. вырай; чеш. Irij; пол. Wyraj; от ир) — в восточнославянской и восточнопольской мифологии древнее название рая и райского мирового дерева; мифическая страна, находящаяся на тёплом море на западе или юго-западе земли, где зимуют птицы и змеи.
Этимологическая реконструкция слова, поддерживаемая сохранившимися верованиями, позволяет связать Ирий с древнейшими славянскими представлениями о потустороннем мире, который находится под землёй или за морем, куда путь лежит через воду, в частности, через омут, водоворот. Реконструкция Ирия как «того света», куда попадают души умерших, тесно связана с мотивом зимовки там птиц и змей, которые, согласно славянским верованиям, являются обычным воплощением душ умерших.
Б. А. Успенский проанализировал обширный этнографический материал об Ирии и сделал вывод, что «ирий» — общее обозначение потустороннего мира.

## Этимология
Первое упоминание встречается в «Поучении» Владимира Мономаха.
В XIV веке архиепископ Новгородский Василий Калика написал «Послание… ко к владыце тферьскому Феодору о рае», помещённое под 1347 году в Софийской первой, Воскресенской и других летописях. Его представления о земном рае и земном аде сложились, как считает А. М. Панченко, под влиянием языческих представлений, согласно которым на краю света находится «ирий» («вырий»), который «обычно понимается как место, куда змеи и птицы скрываются осенью и откуда они являются весной».
Архаичным считают представление, по которому в Ирий попадают через воду, омут, водоворот. По версии, выдвинутой Ф. Безлаем и поддержанной О. Н. Трубачёвым, слово вырий восходит к и.-е. *uir — «водоём, море» (ср. лит. jura «море»), что подтверждается многочисленными гидронимами вроде Вырья, Вырец, словом вир — «водоворот» и др. Однако Макс Фасмер отвергал связь слова с водой, слово вир возводил к другой этимологии, также Владимир Даль не упоминал ни одного значения, связанного с водой.
Владимир Даль приводил значение слова сад, однокоренное слово вырец — «клумба, цветник, рассадник», и предполагал этимологию от греч. ир, в-ир — «весна, тёплый край». Фасмер, соглашаясь с исходным словом ир, отвергал греч. происхождение слова, склоняясь к происхождению от иран. *аirуā- — «арийская страна» (ср. осет. «ir, iran» — «осетин, осетинский»). Также Даль отмечал, что схожие по значению и звучанию слова вырить, вырожить — «знахарство, колдовство», родственны «ворожить», которое «бесспорно от вражить, враг, во́рог».
Анализ гипотез приведён в Этимологическом словаре славянских языков, где предложена форма этимона *jьrъ / *jьrьjь ‘ирей’.

## Страна зимовки птиц и змей

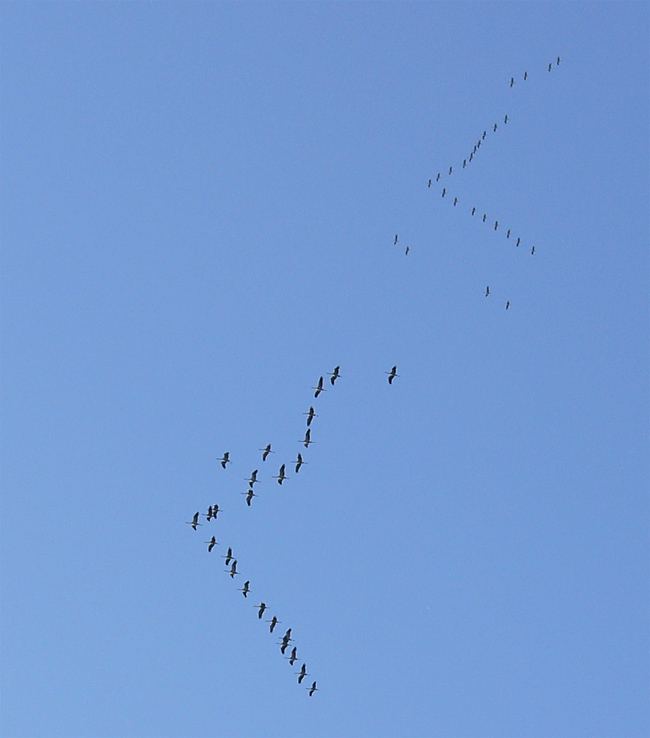
Клин серых журавлей

То же название имеет райское мировое дерево, у вершины которого обитают птицы и души умерших. П. П. Червинский называет Ирий раем, райским садом, райскими кущами, загробным миром — местом на небе или под землёй, куда отправляются и где обитают души умерших предков, куда на зиму улетают птицы и насекомые, а также уползают змеи.
Украинцы различают птичий и змеиный ирии. Птичий находится за горами, на водах, за лесами, а змеиный ирий находится под землёй и представляет собой большую яму в лесу, где змеи собираются в клубок на зиму. Путь в Ирий у змей может пролегать через деревья (которые связывают два мира). Птицы и змеи направляются в Ирий на Воздвиженье (14 сентября), а возвращаются в день Сорока мучеников или 26 марта.
По народным поверьям туда первой улетает кукушка (так как у неё хранятся ключи), а последним — аист. Иногда выреем, иреем, выроем называют самих перелётных птиц или змей, идущих на спячку. Это связано с представлением о воплощении в птиц или змей душ умерших.
По другому преданию, ключи от Ирия сначала хранились у вороны, но та прогневала богов, и они передали ключи жаворонку, которого первым встречают весной. С представлением об Ирии связаны волшебные обряды погребения птичьего крыла в начале осени.
В белорусском и украинском языках в настоящее время также существуют выражения о перелётных птицах: «ляцяць у вырай» (белор.) и «летіти у вирій» (укр.), которые не употребляются в другом контексте.